# 러시아-중국 국경

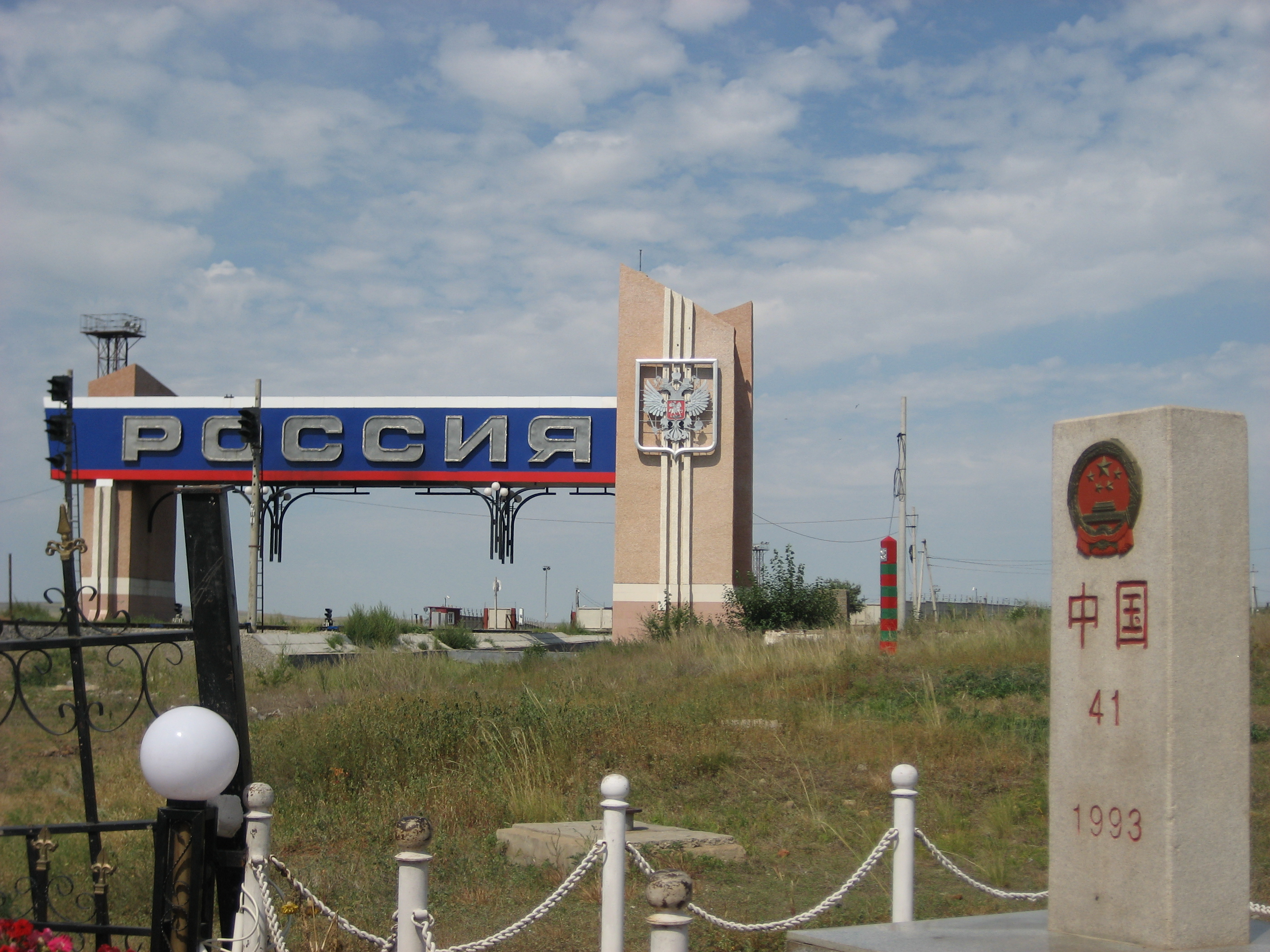
러시아와 중국의 국경비석

러시아-중국 국경은 중국과 러시아의 국경 및 4,209.3km의 규모이며 세계에서 6번째로 긴 국경선이기도 하다.

## 역사

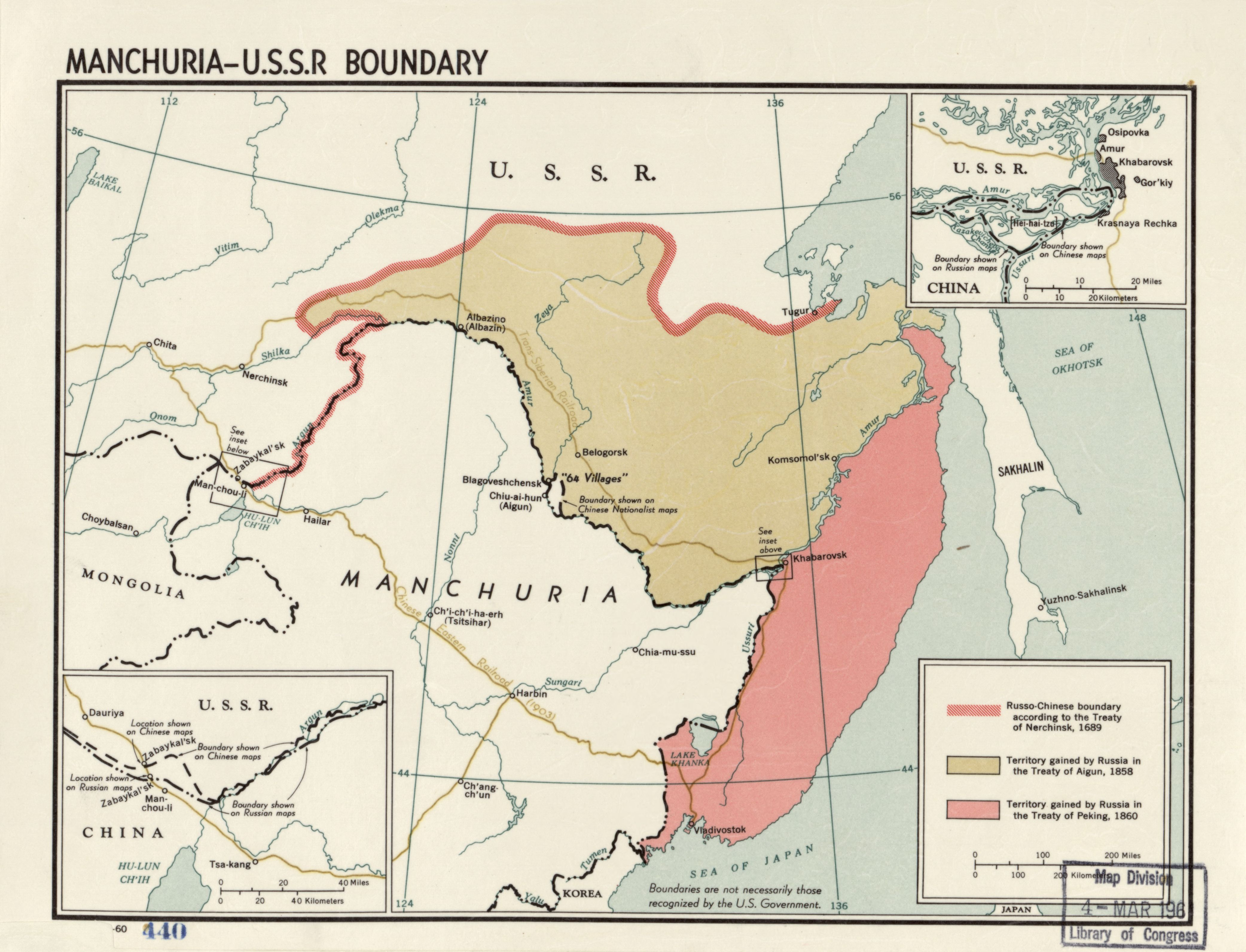
아이훈 조약과 베이징 조약으로 인해 청나라가 러시아 제국에게 양도한 지역들

러시아 제국의 전신 국가인 러시아 차르국의 러시아의 시베리아 정복을 통해서 청나라와 조우하게 되었고, 이들은 네르친스크 조약을 체결하며 양 국가의 국경을 확정하였다. 이후 아이훈 조약 및 베이징 조약을 통해서 청나라는 연해주 지방을 러시아에게 양도하게 되었다. 그 외에도 캬흐타 조약, 타르바가타이 조약 등을 통해서 양 국가는 국경을 지속적으로 관리하였다. 청나라는 중화인민공화국, 러시아 차르국은 러시아 제국, 소련으로 바뀌었으나 국경은 동일하게 유지되었다.
1921년 몽골 인민공화국이 중국으로부터 독립하며, 기존의 중국과 소련의 국경은 반으로 갈라지게 되었다. 즉 서부 국경과 동부 국경으로 분리가 된 것이다. 중소 분쟁 당시에는 국경선 부근에서 중국군과 소련군이 여러 차례에 걸쳐서 전투를 하였다. 이는 오늘날까지 이어지고 있으며, 중국의 신장 위구르 자치구와 헤이룽장성이 러시아와 국경을 맞대고 있는 지역이다. 동부 국경의 끝자락이 바로 러시아-조선민주주의인민공화국-중국 삼합점이다.

## 상세
두 나라의 국경은 철도와 도로로 연결되어 있다. 육로와 더불어 해상 교통도 연결되어 있다.